# Мінерал (округ, Невада)
Шаблон:StateAbbr_ 38°32′ пн. ш. 118°26′ зх. д. / 38.54° пн. ш. 118.43° зх. д.
Округ  Мінерал (англ. Mineral County) — округ (графство) у штаті  Невада, США. Ідентифікатор округу 32021.

## Історія
Округ утворений 1911 року.

## Демографія
За даними перепису 
2000 року 
загальне населення округу становило 5071 осіб, зокрема міського населення було 3513, а сільського — 1558.
Серед мешканців округу чоловіків було 2556, а жінок — 2515. В окрузі було 2197 домогосподарств, 1380 родин, які мешкали в 2866 будинках.
Середній розмір родини становив 2,78.
Віковий розподіл населення поданий у таблиці:
| Стать    | До 15 років | 15-21 | 22-29 | 30-39 | 40-49 | 50-65 | 65-85 | Понад 85 |
| -------- | ----------- | ----- | ----- | ----- | ----- | ----- | ----- | -------- |
| Чоловіки | 498         | 250   | 167   | 287   | 357   | 499   | 467   | 31       |
| Жінки    | 484         | 201   | 171   | 273   | 371   | 508   | 439   | 68       |

## Суміжні округи
- Черчилл — північ
- Най — північний схід
- Есмералда — південний схід
- Моно, Каліфорнія — південний захід
- Лайон — північний захід

## Виноски
1. ↑  U.S. Decennial Census. United States Census Bureau. Архів оригіналу за 12 травня 2015. Процитовано 20 грудня 2014.
2. ↑  Historical Census Browser. University of Virginia Library. Архів оригіналу за 11 серпня 2012. Процитовано 20 грудня 2014.
3. ↑  Population of Counties by Decennial Census: 1900 to 1990. United States Census Bureau. Архів оригіналу за 3 квітня 2015. Процитовано 20 грудня 2014.
4. ↑  Census 2000 PHC-T-4. Ranking Tables for Counties: 1990 and 2000 (PDF). United States Census Bureau. Архів оригіналу (PDF) за 18 грудня 2014. Процитовано 20 грудня 2014.
5. ↑  State & County QuickFacts. United States Census Bureau. Архів оригіналу за 6 червня 2011. Процитовано 23 вересня 2013.(англ.) Наведено за англійською вікіпедією.
6. ↑  American FactFinder. Бюро перепису населення США. Архів оригіналу за 26 лютого 2012. Процитовано 31 січня 2008.

| США | Це незавершена стаття з географії США. Ви можете допомогти проєкту, виправивши або дописавши її. |